# Manning, North Dakota
Manning är administrativ huvudort i Dunn County i North Dakota. Vid 2010 års folkräkning hade Manning 74 invånare.